# Рашид Рашидов
Рашид Рашидов (1 травня 1928 — 15 травня 2011) — даргинський дитячий поет. Народний поет Дагестанської АРСР.
Народився в селищі Ванашимахи (нині Сергокалинський район Дагестану). У 1949 році закінчив історичний факультет Дагестанського педагогічного інституту. У 1958 закінчив Вищі літературні курси при Літературному інституті імені М. Горького в Москві. Працював в Інституті історії, мови і літератури Дагестанського філії АН СРСР, також був редактором даргинського випуску альманаху «Дружба», головним редактором даргинського радіомовлення, очолював даргинську секцію Спілки письменників Дагестану.
Перша збірка віршів Рашидова «Моє щастя» вийшла в 1948 році. Потім вийшли і інші його збірки: «Люди, які творять щастя» (1951), «Назмурті» (Вірші, 1953), «Моїм маленьким друзям» (1954), «Курчата» (, 1956), «Ах, Ібрагім, Ібрагім» (1961), «Аромат сонця» (1963), «Адамті» (Люди, 1965), «Коли орли покидають гнізда» (1967), «Коли заснули бджоли» (1968), «Сусіди сміються» (1969), «Ранньої осені кольору» (1972), «Своя доля» (1975), «Ясніє день» (1980), «Іній» (1985), «Дороги та пісні». Рашидов перекладав на даргинську мову вірші О. С. Пушкіна, М. Ю. Лермонтова, В. В. Маяковского, Тараса Шевченка, Янки Купали. Ряд творів Рашидова був переведений російською мовою та іншими мовами народів СРСР.